# Open Your Eyes (пісня Guano Apes)
«Open Your Eyes» — перший сингл Guano Apes з альбому Proud Like a God, виданий 1997 року. До пісні був відзнятий відеокліп. Це було перше відео Guano Apes.
На відео показано Guano Apes, що грають у холі готелю. Хол порожній, за винятком кількох осіб (персоналу готелю), які байдужі до присутності Guano Apes, і не звертають на них уваги.

## Трек-лист
| #  | Назва             | Тривалість |
| -- | ----------------- | ---------- |
| 1. | «Open Your Eyes»  | 3:08       |
| 2. | «We Use The Pain» | 2:32       |
| 3. | «Wash It Down»    | 3:06       |

## Чарти

### Тижневій чарт
| Чарт (1997)                      | Найвища позиція |
| -------------------------------- | --------------- |
| Австрія (Ö3 Austria Top 75)      | 10              |
| Бельгія (Ultratop Flanders)      | 14              |
| Німеччина (Media Control AG)     | 5               |
| Нідерланди (Dutch Top 40)        | 18              |
| Нідерланди (Mega Single Top 100) | 19              |
| Швейцарія (Media Control AG)     | 11              |

| Чарт (2000)                       | Найвища позиція |
| --------------------------------- | --------------- |
| США (Mainstream Rock) (Billboard) | 24*             |

### Річні чарти
| Чарт (1998)                      | Позиція |
| -------------------------------- | ------- |
| Germany (Official German Charts) | 33      |
| Чарт (1999)                      | Позиція |
| Belgium (Ultratop Flanders)      | 70      |
| Netherlands (Dutch Top 40)       | 112     |
| Netherlands (Single Top 100)     | 100     |

* Сингл був виданий у США 2000 року, як дебютний американський сингл.